# Östsam
Regionförbundet Östsam var ett kommunförbund som tillkom för att öka samarbetet mellan kommunerna i Östergötlands län och Östergötlands läns landsting. Östsam beskrev sig som en regional utvecklingsmotor och ett regionalt politiskt forum för att utveckla regionen till en konkurrenskraftig plats. Regionförbundet Östsam slogs ihop med Landstinget i Östergötland 2015 och de två organisationerna bildade tillsammans Region Östergötland. De regionala utvecklingsfrågorna ingår numera i Region Östergötland.

## Historik
Östsam bildades som en ideell förening 1999 för att 2002 bli ett kommunalförbund. År 2003 startade regionförbundet Östsam sin operativa verksamhet.

## Politisk organisation
Östsams högsta politiska organ är fullmäktige med 55 ledamöter från kommuner och landsting.  Fullmäktiges ordförande är 2013 Elisabeth Edlund (socialdemokrat, landstinget Östergötland),1:e vice ordförande är Viola Ingvarsson (moderat, landstinget Östergötland) samt 2:e vice ordförande Agneta Niklasson (miljöpartist, Linköpings kommun). Under fullmäktige leds verksamheten av en förbundsstyrelse med 17 ordinarie ledamöter. Styrelseordförande är 2013 Jan Owe-Larsson (moderat).

## Uppdrag och verksamhet
Östsam får uppdrag av sina medlemmar (kommunerna i Östergötlands län samt landstinget Östergötland) samt svenska staten. Östsam har fått i uppdrag att fördela statliga regionala medel. Därutöver har Östsam har fått i statligt uppdrag att ansvara för att ta fram eller utveckla
- ett regionalt utvecklingsprogram (RUP) för Östergötlands län
- en länstransportplan som prioriterar investeringar i  vägnätet
- en regional kompetensplattform

Utöver de statliga uppdragen har Östsam åtagit sig uppdrag från olika statliga myndigheter
med syfte att förstärka arbetet med regionens utveckling.

### Östsams verksamhetsområden
Östsam arbetar inom ett flertal verksamhetsområden och har tre delverksamheter.
- samhällsbyggnad Östsam arbetar med frågor kring regional utvecklingsplanering, infrastruktur, kollektivtrafik, energi och miljö samt landsbygdsutveckling. En viktig utgångspunkt är att länets invånare rör sig över ett allt större område och att regionen blir alltmer integrerad.
- kompetensförsörjning och företagande har som mål att utbildningssystemet ska stötta företagens behov och att främja ett stödsystem för företag.
- Kultur och kreativitet har som mål att vara regionens arena för samverkan kring kulturfrågor. Konkret arbetar Östsam med medfinansiering av kulturinstitutioner samt överenskommelser om regionala uppdrag.
- Internationell samverkan för att stärka de andra verksamhetsområdena samt för att realisera målen i det regionala utvecklingsprogrammet.
- Kommunal samordning är ett politiskt samrådsorgan som fungerar som ett forum för vård- och omsorgsfrågor i Östergötland.
- Regional utveckling med tydligt jämställdhetsperspektiv arbetar med intern jämställdhetsintegration.

### Östsams delverksamheter
- Visit Östergötland som arbetar med att stärka Östergötlands attraktionskraft genom att marknadsföra Östergötland.
- Länsbibliotek Östergötland som ska verka för att alla invånare i Östergötland ska ha en jämlik tillgång till medier, information och biblioteksservice av god kvalitet.
- East Sweden EU-kontoret i Bryssel som har till uppdrag att bevaka aktuella händelser inom EU.

Regionförbundet Östsam står också som ägare till Energikontoret Östra Götaland AB och som delägare till Almi Företagspartner Östergötland AB, Samverkansprojektet E 22 AB, Nyköping-Östgötalänken AB, Östsvenska Yrkeshögskolan AB och Marknadsbolaget i Fjärde Storstadsregionen AB.

## Fotnoter
1. ↑  ”Östsam en regional kraft”. Östsam. http://www.ostsam.se/%5Cfiles%5Cmaindocuments%5C59_%C3%96stsam%2010%20%C3%A5r%201999-2009.pdf. Läst 3 april 2013.[död länk]
2. ↑  ”Politik och styrning/Fullmäktige”. Östsam. Arkiverad från originalet den 9 mars 2012. https://web.archive.org/web/20120309120523/http://www.ostsam.se/article.asp?id=69. Läst 3 april 2013.
3. ↑  ”Politik och styrning/Styrelse”. Östsam. Arkiverad från originalet den 9 mars 2012. https://web.archive.org/web/20120309101819/http://www.ostsam.se/article.asp?id=77. Läst 3 april 2013.
4. ↑  ”Årsredovisning regionförbundet Östsam 2011”. Östsam. http://www.ostsam.se/%5Cfiles%5Cmaindocuments%5C216_%C3%85rsredovisningen%202011%20Regionf%C3%B6rbundet%20%C3%96stsam.pdf. Läst 4 april 2013.[död länk]